# Bambusa microcephala
Bambusa microcephala är en gräsart som först beskrevs av Pilg., och fick sitt nu gällande namn av Richard Eric Holttum. Bambusa microcephala ingår i släktet Bambusa och familjen gräs. Inga underarter finns listade i Catalogue of Life.